# Max Frisch
Max Rudolf Frisch tên thường gọi là Max Frisch (sinh ngày 15 tháng 5 năm 1911 tại Zürich; mất ngày 4 tháng 4 năm 1991 cùng nơi) là nhà văn vừa là kiến trúc sư người Thụy Sĩ. Ông thuộc hàng ngũ những văn hào có tiếng tăm trong nền văn chương Đức thời hậu chiến (Chiến tranh thế giới thứ hai).

## Cuộc đời

### Gia đình và thời gian học Đại học lần đầu – khoa Văn chương Ngữ học Đức
Max Frisch sinh ngày 15. tháng 5 năm 1911 tại Zürich, là con thứ, cha là Franz Bruno Frisch, Kiến trúc sư và mẹ là bà Karolina Bettina Frisch (họ nguyên thủy là Wildermuth). Có một người chị gái cùng cha khác mẹ từ cuộc hôn nhân trước của cha, tên là Emma Elisabeth (1899–1972) và một anh trai lớn hơn tám tuổi Franz (1903–1978), đặt theo tên cha. Frisch sinh trưởng trong một gia đình trung lưu bình thường. Qua ảnh hưởng của Chiến tranh thế giới thứ nhất cha bị mất việc, nền tài chính và qua đó cuộc sống gia đình trở nên khó khăn.
Frisch hầu như không có một gắn bó tình cảm với cha mình, ngược lại rất gần gũi với mẹ. Thời trung học (1924–1930) Frisch có viết một kịch bản đầu tay, cố gắng giới thiệu đưa màn kịch ra diễn xuất nhưng không thành, sau đó hủy bỏ kịch bản. Tại trung học Frisch quen thân với Werner Coninx, có cha là chủ nhân một Nhà xuất bản, người hiểu biết rộng về văn học và triết học, tình bạn lâu dài này qua năm tháng bồi đắp cho Frisch rất nhiều động lực trong lãnh vực văn chương.
Frisch ghi danh theo Văn chương Ngữ học Đức tại Đại học Zürich vào Lục cá nguyệt mùa Đông 1930/31. Tại đây Frisch một mặt được gặp gỡ những giáo sư mình ngưỡng mộ và được họ giới thiệu làm quen với những Nhà xuất bản và những Tòa soạn. Trong đó có thể kể Robert Faesi, nhà văn và giáo sư ngành Tân văn và Văn học Thụy Sĩ, và Tiểu thuyết gia Theophil Spoerri. Mặt khác Frisch nhận thấy giáo trình học không mang đến cho mình như mong đợi, một căn bản vững vàng để làm hành trang cho sự nghiệp văn chương mà Frisch muốn đạt đến.

### Hành nghề Phóng viên
Từ năm 1931 Frisch đã bắt đầu đóng góp cho nhật báo Nhật báo Zürich Mới (NZZ). Năm 1932, sau khi cha mất, Frisch tập trung vào công việc báo chí để lo thân và nuôi mẹ. Bước đường đời này được Frisch ghi lại trong tản văn Was bin ich? (Tôi là ai?, tháng 4 năm 1932), là bước khởi đầu cho sự nghiệp văn chương và cũng là một đề tài căn bản thường được Frisch gợi đến trong những áng văn về sau. Cạnh những đóng góp cho các Nhật báo, cho đến 1934 Frisch vẫn ghi danh tham dự nhiều khóa học tại Đại học. Hơn một trăm bản thảo ra đời trong thời gian này hoàn toàn phi chính trị và chỉ tập trung vào thể văn tự truyện và trăn trở với những trải nghiệm của bản thân, điển hình là cuộc chia tay với Else Schebesta, một nữ kịch sĩ 18 tuổi mà Frisch đem lòng yêu thương.
Trong khoảng thời gian từ tháng Hai cho đến tháng 10 năm 1933 để thỏa tâm nguyện, Frisch chu du nước ngoài, và tự trang trải cuộc sống bằng những bài viết phụ trách các chương mục báo chí. Ông viết tường trình thể thao cho NZZ về giải Eishockey-Thế giới tại Praha. Tiếp đến là những tường trình tại Budapest, Beograd, Sarajevo, Dubrovnik, Zagreb, Istanbul, Athena, Bari und Roma. Từ những trải nghiệm trong đoạn đường này, năm 1934 tiểu thuyết đầu tay của Frisch ra đời: Jürg Reinhart. Eine sommerliche Schicksalsfahrt, (Một chuyến định mệnh mùa hè). Nhân vật tiểu thuyết Jürg Reinhart chính là bản ngã vốn sẵn của Frisch.
Mùa hè năm 1934 Frisch quen và yêu một thiếu nữ nhỏ hơn mình ba tuổi, Käte Rubensohn. Rubensohn là người Đức gốc Do thái phải di cư từ Berlin đến Thụy Sĩ để có thể tiếp tục vào Đại học. Đến năm 1935 Frisch viếng thăm xứ Đức lần đầu tiên và lên tiếng chỉ trích Chủ nghĩa bài Do Thái, cạnh đó lại ngợi khen cuộc triển lãm về „rassekundliche" (quảng bá về chủng tộc) mang tên Wunder des Lebens (Mầu nhiệm của cuộc sống) của Herbert Bayer. Vào thời điểm giữa thập niên 1930 Frisch chưa hình dung được hậu quả của Chủ thuyết Quốc xã, tiểu thuyết đầu tay phi chính trị của Frisch được Viện Ấn loát Đức xuất bản dưới khung kiểm duyệt của Đức quốc xã. Chỉ dần vào đến những năm 1940 nhận thức chính trị của Frisch mới chuẩn định. Quá trình nhận định trễ nải này được qui lỗi bởi xu hướng bảo thủ tại Đại học Zürich, ở đây thậm chí có một vài vị giáo sư đồng tình với đường lối của Hitler và Mussolini. Về sau này Frisch tự phê phán và giải thích vì sao mình không bị ảnh hưởng bởi xu hướng ấy, là do tình yêu của Frisch với Käte Rubensohn (Trong một phỏng vấn vào năm 1978 Frisch nói: „Falling in love with a Jewish girl in Berlin before the war saved me, or made it impossible for me, to embrace Hitler or any form of fascism." Dịch: „Tình yêu với một thiếu nữ Do thái từ Berlin trong thời đoạn trước cuộc chiến, đã ngăn giữ tôi hoặc nói cách khác đã không cho tôi cơ hội đến gần với Hitler hoặc đến gần với bất cứ một hình thái phát xít nào.")
Năm 1939 hai người chia tay nhau vì Käte từ chối lời cầu hôn của Frisch. (Cuộc tình này được hình dựng qua vai Hanna trong tiểu thuyết Homo Faber).

### Học trình thứ hai và hành nghề Kiến trúc sư
1937 ra mắt tiểu thuyết thứ hai, Antwort aus der Stille (Trả lời của tĩnh lặng), mà sau này chính Frisch lên án nó gay gắt. Từ tư thế này Frisch hành xử rốt ráo: Đệ đơn xin xóa danh xưng „Văn sĩ" ở phần nghề nghiệp trong thông hành, thiêu hủy tất cả những gì đã viết trước nay và năm 1936 bắt đầu ghi danh học Kiến trúc nhờ một học bổng của người bạn thân, Werner Coninx.
Năm 1938 Frisch nhận giải thưởng Conrad-Ferdinand-Meyer. Sự kiện này dập tắt dự tính bỏ ngang nghề viết văn của Frisch. Giải có giá trị hiện tài khá lớn 3000 Phật lăng Thụy Sĩ. Năm 1939 Chiến tranh thế giới thứ hai bùng nổ, Frisch bị xung quân vào Quân đội Thụy Sĩ, binh chủng Pháo binh. Trong thời gian này Frisch bắt đầu viết trở lại và vào năm 1939 cho ấn hành những ghi chép của ông qua tờ nhật báo Atlantis dưới tựa đề Aus dem Tagebuch eines Soldaten (Trích nhật ký một người lính). Vào năm sau những ghi chép này được in thành sách với tựa là Blätter aus dem Brotsack (Những tờ giấy trong túi lương khô). Trong đó Frisch có thái độ đồng tình đối với cuộc sống quân ngũ và thế đứng của Thụy Sĩ trong Chiến tranh thế giới thứ hai. Điều này về sau này bị chính ông lên án và phê phán trong cuốn Dienstbüchlein (Sổ quân vụ) xuất bản vào năm 1974.
Tại Đại học ETH Zürich (Cao đẳng Kỹ thuật Quốc gia Thụy Sĩ), Frisch theo khóa Kiến trúc với các Giáo sư như William Dunkel, Justus Dahinden và Alberto Camenzind. Sau khi tốt nghiệp cử nhân vào năm 1940 Frisch được Dunkel thâu nhận vào làm việc tại Văn phòng kiến trúc của ông ta, từ đó Frisch bắt đầu cuộc sống tự lập. Trong thời gian làm việc tại cơ sở của Dunkels Frisch quen với Gertrude Anna Constanze von Meyenburg, một nữ Kiến trúc sư đồng nghiệp và lập gia đình với Gertrude Anna vào ngày 30. tháng 7 năm 1942. Họ sinh hạ hai bé gái (Ursula, sinh năm 1943 và Charlotte, năm 1949) và một bé trai (Hans Peter, sinh năm 1944). 1942 Frisch đoạt Giải Nhất cuộc thi Kiến trúc của thành phố Zürich trị giá 3000 Phật lăng Thụy Sĩ cho Dự án xây dựng bể bơi tại khu Letzigraben Freibad Letzigraben (nay được gọi ngắn là Letzibad hoặc Max-Frisch-Bad). Từ thành công này Frisch mở ngay một văn phòng kiến trúc riêng. Dự án hồ bơi sau đó vì ảnh hưởng cuộc chiến, thiếu thốn vật liệu, phải đến năm 1947 mới khởi công xây dựng và được khánh thành vào năm 1949, là công trình kiến trúc lớn độc nhất của Max Frisch, hiện nay trở thành một di tích.

### Những đóng góp cho nền sân khấu kịch nghệ
Suốt quá trình sinh viên Frisch hiếm khi bỏ qua một buỗi diễn nào tại Sân khấu thành phố Zürich, sân khấu vào thời kỳ này, lúc nước Đức đang trong giai đoạn Chủ nghĩa Quốc xã là nơi qui tụ rất nhiều khuôn mặt kịch -, nghệ sĩ tiếng tăm từ Đức di cư sang, vì thế chương trình rất phong phú. Ông bầu sân khấu Kurt Hirschfeld khuyến khích Frisch cộng tác cho nền kịch nghệ và hứa sẽ hỗ trợ về khâu thực hiện. Trong vở kịch đầu tay Santa Cruz (1944, trình diễn ra mắt vào năm 1946), Frisch đặt ngay vấn đề mâu thuẫn giữa ước mơ và hoài bão của mỗi cá thể trong cuộc sống lứa đôi, lúc đó Frisch vừa mới lập gia đình. Và trong tiểu thuyết J'adore ce qui me brûle oder Die Schwierigen (Tôi tôn thờ những người mắng tôi -hay- Những Kẻ Khó Chịu) xuất bản năm 1943. Frisch đã nhấn mạnh sự bất tương hợp giữa một hiện diện nghệ thuật và một hiện diện vật thể.
Hai kịch bản của Frisch mang ảnh hưởng và ra đời trong thời gian chiến cuộc gồm: Nun singen sie wieder (Giờ chúng lại hát vang) (1945) đưa vào sân khấu trách nhiệm của cá nhân người lính, khi phải thi hành một vụ lệnh vô nhân đạo, và luận giải vấn đề dưới lăng kính khá khách quan. Vở kịch cố tránh né đề tài giá trị đạo đức chưa phân định và qua đó được dựng diễn ở những sân khấu Đức vào những năm 1946/47. Nhật báo NZZ lên tiếng khiển trách Frisch với tít lớn trang đầu, cố tình che đậy sự hung tàn của Chủ nghĩa Quốc xã và từ chối không nhận đăng bài đáp trả của Frisch. Die Chinesische Mauer (Vạn lý trường thành) (1946) nêu lên viễn ảnh loài người sẽ bị diệt chủng bởi chính bom nguyên tử vừa mới được con người phát minh.
Qua cộng tác với Hirschfeld, Frisch làm quen nhiều khuôn mặt có ảnh hưởng trực- và gián tiếp đến sự nghiệp về sau của ông: trong đó có chàng trai trẻ Friedrich Dürrenmatt. Dẫu có nhiều sái biệt trong lãnh vực chủ niệm và nhận thức nghệ thuật, giữa Frisch và Dürrenmatt gắn bó một tình bạn rất bền vững. Cùng năm ấy Frisch gặp Bertolt Brecht, người Frisch vô cùng ngưỡng mộ và từ đó hai người thường xuyên vấn đổi nhau về những đề tài nghệ thuật. Brecht động viên Frisch viết thêm những kịch bản khác và nhắc nhở Frisch về trách nhiệm của người làm việc trong lãnh vực văn hóa nghệ thuật. Mặc dầu quan điểm nghệ thuật của Frisch chịu ảnh hưởng mạnh từ Brecht và điều này phản ảnh khá rõ qua một vài đề án đã thực hiện, Frisch vẫn không thuộc vào hàng ngũ học trò của Brecht. Frisch giữ vững vị trí độc lập của mình, điều này đặc biệt được chứng tỏ qua tư thế của Frisch, không chia sẻ quan điểm chính trị của Brecht. Và cũng đặc biệt qua vở Als der Krieg zu Ende war (Frisch) (Khi cuộc chiến chấm dứt), dựng viết từ tường thuật của những chứng nhân để nêu lên sự kiện Hồng vệ binh không khác gì một đội quân xâm lăng.
Năm 1946 Frisch đi cùng với Hirschfeld thăm đất nước Đức sau chuộc chiến. Tháng Tám năm 1948 ông tham dự Hội nghị Hòa bình quốc tế tại Breslau, cùng tham gia có rất nhiều thân hào nhân sĩ, được mời đến với sứ mạng làm nhịp cầu hòa giải giữa Đông và Tây. Nhưng rồi Hội nghị bị chủ nhà lợi dụng biến thành một mặt trận tuyên truyền mà không có một trao đổi nào giữa những khách tham dự. Frisch bỏ ngang không tham dự Hội nghị nữa và đi tiếp về Warsaw để góp nhặt ấn tượng và cảm nghĩ cho bài ghi chép của mình. Thế nhưng khi trở về nước, NZZ vẫn qui ông vào tội thiên cộng và một lần nữa từ chối không nhận đăng bài biện bạch của Frisch, qua đó Frisch cắt đứt hợp đồng cộng tác với nhật báo này.

### Tiểu thuyết gia và Văn sĩ tự do – Bước đột phá
Từ khoảng 130 bài ghi chép trong thời gian hậu chiến, Frisch cho xuất bản năm 1947 tác phẩm Tagebuch mit Marion (Nhật ký với Marion). Peter Suhrkamp động viên Frisch đeo đuổi và phát triển phương thức này, ông trao đổi bàn bạc và đóng góp với Frisch nhiều ý kiến cụ thể. 1950 nhà xuất bản vừa được tái thành lập Suhrkamp cho ra mắt Tagebuch 1946–1949 (Nhật ký 1946–1949), một kết cấu từ những tường thuật du lịch, từ những nhận định theo lối tự truyện, những tản văn về chính trị hoặc về giáo lý văn học cũng như những phác thảo …. Giới phê bình văn học xác nhận thể văn Nhật ký tạo ra một xung lực mới, và cha đẻ của nó đã bắt kịp bước đi của văn đàn châu Âu. Nhưng thành quả kinh tế phải chờ đến năm 1958 mới đến với ông qua những lần tái bản.
1951 xuất hiện kịch bản Graf Öderland (Bá tước Öderland). Vở kịch là một thất bại đối với người xem lẫn giới phê bình, họ cho rằng kịch bản ngầm ý phê phán các lý tưởng hoặc ẩn dụ thuyết tam vô. Riêng với Frisch, vở  Bá tước Öderland là một trong những tác phẩm xuất sắc của ông. Ông đeo đuổi và chuyển bản cho nhiều dịp trình diễn sau, vào năm 1956 và 1961 nhưng vẫn không đạt được một tiếng vang nào đáng kể.
Từ tháng 4 năm 1951 đến tháng 5 năm 1952 với học bổng của Quỹ tài trợ Rockefeller Frisch chu du nước Mĩ và México. Trong thời gian này Frisch viết cuốn Was macht ihr mit der Liebe (Các ngươi làm gì với tình yêu thế) là tiền thân của cuốn tiểu thuyết Stiller và kịch bản Don Juan oder Die Liebe zur Geometrie (Don Juan hay là Niềm Đam Mê Hình Học).
1954 tiểu thuyết Stiller ra mắt bạn đọc, nhân vật chính, Anatol Ludwig Stiller, ban đầu tự nhận mình là một người khác. Qua tiến trình phân xử bị tòa tuyên án phải lấy lại tên tuổi lý lịch nguyên thủy là một nghệ nhân tạc tượng người Thụy Sĩ. Từ đó gã lại sống chung với người vợ mà xưa kia trong cuộc sống trước gã đã bỏ ra đi. Cuốn sách, được Frisch lồng những nguyên tố tiểu thuyết hình sự vào một thể loại nhật ký truyện kể rất thật, là một thành công lớn không những đã đưa Frisch vào hàng ngũ những ngòi bút danh tiếng mà còn là một nguồn tài chính vững cho cuộc sống. Tiểu thuyết cũng được các nhà phê bình ngợi khen cấu truyện cùng phối cảnh phức tạp và kết hợp tài tình giữa quan điểm triết học với cách thuật truyền kinh nghiệm theo lối tự truyện. Đề tài bất tương hợp giữa nghệ thuật và cuộc sống gia đình cũng được đề cập đến trong Stiller. Ngay sau khi sách được phát hành Frisch rốt ráo chọn quyết định sống ly thân và dọn về một căn hộ nhỏ của một nông gia tại Männedorf. Dần dà khi nghề viết trở thành nguồn tài chính của cuộc sống, Frisch đóng cửa văn phòng kiến trúc vào năm 1955 để hành nghề văn sĩ tự do.
Vào cuối năm 1955 Frisch bắt đầu tác phẩm Homo faber. Sách ra mắt vào năm 1957 và được số đông nhìn nhận là một bổ sung cho cuốn Stiller. Truyện kể về một Kỹ sư không làm chủ được cuộc sống thực tế vì thế giới quan hoàn toàn máy móc thuần lý của mình. Homo faber được thâu nhận vào kinh sách giáo khoa học đường và với con số tổng phát hành trên 3 triệu cuốn, được chuyển dịch qua 40 ngôn ngữ, là cuốn sách được đọc nhiều nhất và thành công nhất của Frisch.

### Thành công trong nền kịch nghệ và cuộc tình với Ingeborg Bachmann
Với buổi diễn ra mắt bản kịch Biedermann und die Brandstifter (Biedermann và tụi đốt nhà) vào năm 1958, Frisch cuối cùng đạt được tầm vóc một nhà soạn kịch thế giới. Truyện kể về một người, dung nuôi đám ăn mày trong nhà, dẫu đã có những dấu hiệu cho thấy đám ăn mày muốn đốt nhà mình mà vẫn không can thiệp. Tiếp sau đó là vở Andorra.
Tháng Bảy 1958 Frisch quen nữ văn sĩ Ingeborg Bachmann. Tuy sống ly thân với vợ và con cái từ 1954, năm 1959 Frisch xúc tiến giấy tờ ly dị với người vợ đầu. Mặc dầu bị Bachmann từ chối thư cầu hôn, Frisch vẫn đeo đuổi, theo Bachmann về Roma năm 1960, và chọn Roma làm nơi cư ngụ chính thức cho đến năm 1965. Quan hệ hai người rất khăng khít, nhưng cũng xảy rất nhiều vấn đề: Frisch, luôn luôn thẳng thắn về quan hệ tình dục lang chạ của mình, lại phản ứng rất mực ghen tuông, khi thấy tình nhân lên tiếng đòi hỏi quyền lợi tương đương như thế. Hai người chia tay nhau vào mùa đông 1962/63 tại Uetikon. Cuốn tiểu thuyết Mein Name sei Gantenbein (Tôi tên gọi là Gantenbein) năm 1964 được ghi nhận là phản ứng của Frisch về cuộc tình gãy đổ này, truyện luận bàn về sự tan vỡ một hôn nhân dưới thể văn phức tạp „sẽ-ra-sao-nếu-như": lý lịch và cuộc sống của vai chính, cũng như những chi tiết của cuộc hôn nhân được Frisch thay đổi liên tục trong truyện. Ở đây Frisch lập lại tầm nhìn đã tuyên bố trong Tagebuch 1946–1949 (Nhật ký 1946–1949), ngôn ngữ không thể nào diễn tả được bản thể.

### Cuộc hôn nhân thứ hai với Marianne Oellers và cuộc đời du hành
Mùa hè 1962, Frisch lúc ấy đã vào tuổi 51, gặp gỡ cô sinh viên khoa Văn chương Ngữ học Đức và Roman, Marianne Oellers trẻ hơn Frisch 28 tuổi. 1964 hai người dọn về chung sống tại Roma, mùa Thu 1965 họ lại dọn về một căn nhà được trùng tu rất tốn kém tại Berzona thuộc tỉnh Tessin. Sau nhiều lần đổi chỗ ở họ cưới nhau vào cuối năm 1968.
Marianne Oellers theo chồng đi khắp năm Châu: 1963 họ qua Mĩ tham dự buổi trình diễn ra mắt hai vở Biedermann und Andorra, 1965 đi đến Jerusalem tham dự lễ trao giải Man's Freedom Prize (Giải thưởng Hòa bình Man). Để có được một tầm nhìn trung thực và qua đó có một đánh giá đúng đắn về cuộc sống sau „Bức màn sắt" năm 1966 họ ghé đến Liên bang Sô Viết. Hai năm sau nhân dịp một Hội nghị các Nhà văn họ quay trở lại Liên sô và gặp được hai ngòi bút từ Đông Đức: Schriftsteller Christa und Gerhard Wolf, và thân thiết ngay với cặp văn sĩ này. Sau lễ cưới vào năm 1969 Frisch và Marianne du lịch qua Nhật cũng như sống một thời gian lâu từ 1970 đến 1972 trên nước Mĩ.
Từ Mĩ trở về đôi vợ chồng dọn về sống tại Bá linh trong khu phố Friedenau, nơi đây dần dà trở thành không gian sống đều đặn của Frisch từ 1973 đến 1979. Tại đây Frisch quan hệ với nhiều thân hào nhân sĩ và nhiều nhân vật trong giới trí thức. Mặc dầu không có tham vọng chính trị, Frisch ủng hộ con đường Dân chủ Xã hội. Qua quan hệ cá nhân mật thiết với Thủ tướng Đức đương nhiệm Helmut Schmidt, năm 1975 Frisch tháp tùng chuyến công du qua Trung hoa và năm 1977 có đọc một diễn văn tại Đại hội Đảng Dân chủ Xã hội Đức.
Tháng Tư năm 1974 trong chuyến đi giới thiệu và đọc tác phẩm của mình trên nước Mĩ, Frisch đem lòng yêu Alice Locke-Carey, người Mỹ, nhỏ hơn ông 32 tuổi. Dựa vào cuộc gặp gỡ này ở Montauk, Long Island Frisch viết cuốn Montauk (Truyện kể) (1975), nội dung như là một tự thuật, kể hết tất cả những quan hệ tình ái trong cuộc đời ông, luôn cả về cuộc sống vợ chồng với Marianne cùng cuộc phiêu lưu tình ái của Marianne với văn sĩ người Mỹ Donald Barthelme. Từ đó dấy lên sự bất đồng ý kiến về cuộc sống riêng và tư, và một bất hòa giữa đôi vợ chồng khiến họ ngày càng xa cách nhau. Họ ly dị vào năm1979.

### Tuổi già và những tác phẩm về sau
Năm 1978 sau một thời gian bịnh nặng, đến tháng 10 năm 1979 Frisch đứng ra kêu gọi thành lập một Quỹ tài trợ mang tên Max Frisch, bảo quản và trách nhiệm gia tài văn hóa của ông để lại. Thư quán của Quỹ này nằm tại ETH Zürich từ năm 1983 là một thư quán công cộng, mở cửa cho tất cả mọi người.
Đề tài tuổi già và tàn phai xuất hiện nhiều hơn trong tác phẩm của Frisch.
1980 bắt liên lạc lại với Alice Locke-Carey và sống với cô ta cho đến 1984 tại New York. Frisch nay đã trở thành một ngòi bút tiếng tăm và được yêu chuộng trên đất nước Mĩ. Năm 1980 Frisch được Bard College trao bằng Tiến sĩ danh dự và hai năm sau nhận bằng Tiến sĩ danh dự của Đại Học New York. Bản dịch của Der Mensch erscheint im Holozän (Loài người xuất hiện giữa thời đại Holocene) được các nhà phê bình đánh giá là cuốn truyện hay nhất năm 1980. Sau giai đoạn này Frisch nghỉ sáng tác hai năm và đến mùa Thu 1981 mới xuất bản cuốn văn xuôi Blaubart (Erzählung) (Râu Xanh - Truyện kể).
1984 Frisch trở về lại Zürich, và sống tại đấy cho đến cuối cuộc đời. 1985 Frisch quan hệ với người bạn đời cuối cùng, Karin Pilliod, và cùng bà ta tham dự „Diễn đàn cho một thế giới không Hạt nhân" tại Moscow năm 1987. Tháng Ba 1989 phát hiện Frisch bị ung thư dạ dày, vô phương cứu chữa. Và trong cùng năm đó Frisch biết qua một vụ tai tiếng trong chính giới Thụy Sĩ, rằng ông và nhiều công dân Thụy Sĩ khác bị chính quyền theo dõi từ chuyến tham dự Hội nghị Hòa bình quốc tế năm 1948.
Thời gian Frisch tự chuẩn bị cho đám tang của mình ông vẫn năng động đóng góp trong khuôn khổ cuộc thảo luận có nên giải thể Quân đội Thụy Sĩ hay không và cho ấn bản cuốn văn xuôi Schweiz ohne Armee? Ein Palaver (Thụy Sĩ giải thể Quân đội? Nói khoát). Max Frisch mất ngày 4. tháng 4 năm 1991, đang lúc chuẩn bị mừng sinh nhật 80. Tang lễ cử hành ngày 9. tháng 4 năm 1991 tại nhà thờ nhà thờ St. Peter tại Zürich. Hai người bạn Peter Bichsel và Michel Seigner đọc điếu văn. Karin Pilliod đọc một bài tuyên bố, nhưng tuyệt không có một Mục sư nào đứng chủ lễ. Frisch theo thuyết bất khả tri và không đặt nặng vấn đề tín ngưỡng trong cuộc sống.

## Tác phẩm văn chương

### Viết Nhật ký – một thể văn chương
Nhật ký là thể loại văn xuôi tiêu biểu của Frisch. Với chủ tâm bỏ nghề văn bút, Frisch trong tâm trạng bị cuộc chiến đe dọa sự sống còn, bắt đầu ghi chép Nhật ký cuộc đời quân ngũ (Những tờ giấy trong túi lương khô). Và thể văn Nhật ký này đã cùng tác giả của nó tồn tại vững vàng. Và Frisch tìm được một thể văn, tiêu biểu cho tất cả những tác phẩm của ông về sau.
Nhiều tác phẩm đặc trưng của Frisch đã được phác thảo trước trong Nhật ký 1946–1949, trong đó những gồm vở kịch Bá tước Öderland, Andorra, Don Juan hay là Niềm Đam Mê Hình Học và und Biedermann và tụi đốt nhà, Trong đó cũng có cả những nguyên tố cho tiểu thuyết Stiller. Đồng thời Stiller, Homo faber cũng như truyện kể Montauk đều được cấu hình dưới thể Nhật ký của nhân vật truyện.
Frisch tự quan niệm, thể viết Nhật ký là dạng văn xuôi hợp nhất cho ông, và vì thế ông không có một chọn lựa nào khác hơn, cũng như không thể lựa chọn cho mình một sống mũi khác được. Nhưng giới bạn bè có những đánh giá khác: Theo Friedrich Dürrenmatt đấy là con đường duy nhất Frisch có thể tìm thấy qua Stiller, để „tạo dựng từ cá nhân mình một nhân vật, một tiểu thuyết", mà không phải ngượng ngùng

### Những chủ đề
Những tác phẩm văn chương của Max Frisch gói ghẹm và trăn trở với những chủ đề sau:
Làm thế nào mỗi người nhận chân được lý lịch của mình, làm sao con người kiến tạo được thân thế cuộc đời mình. Tác phẩm gần cuối đời Loài người xuất hiện giữa thời đại Holocene lượt giải vai trò của hiểu biết và trí nhớ trong nhân loại: Với hiểu biết chừng mực như thế, loài người thật nhỏ bé biết bao đối với thiên nhiên, loài người sẽ để lại được gì?
Chủ đề tự kỷ ám thị, tự buộc mình vào hoặc vì sức ép tập quần dễ dàng khoác lên người một bản thể tự tạo, một khuôn mẫu nhân cách nhất định. Để vì thế linh hồn và thân xác chết lần mòn. Đại diện cho tư duy này là tác phẩm văn xuôi Homo faber, nêu lên bản thể què quặt của con người duy kỹ thuật trước cuộc sống hằng nhật hoặc sống trực diện với thiên nhiên và vì thế không biết đón nhận những rung cảm đơn thuần của con người.
Ngoài ra Frisch đánh dấu hỏi lớn về vị trí đặc biệt của Thụy Sĩ, một đất nước dân chủ, pháp quyền; cương vị trung lập. vân.. vân..., bằng cách triệt phá hình tượng anh hùng dân tộc Wilhelm Tell trong cuốn Wilhelm Tell für die Schule (Wilhelm Tell cho Học đường), một cốt truyện thần thánh được dàn dựng lại trên những sự tình cờ, bất cập cũng như với tầm nhìn cục bộ và cơ hội chủ nghĩa của một dân tộc quê mùa.

## Các giải thưởng
- 1935: Giải Đơn Tác phẩm Jürg Reinhart do Quỹ Tài trợ Schiller tại Thụy Sĩ
- 1938: Conrad-Ferdinand-Meyer-Preis của Thành phố Zürich
- 1940: Giải Đơn Tác phẩm Blätter aus dem Brotsack do Schweizerischen Schillerstiftung
- 1942: Giải Nhất một cuộc thi Kiến trúc của Thành phố Zürich
- 1945: Santa Cruz Giải thưởng Kịch nghệ do Quỹ Tài trợ Welti
- 1954: Giải thưởng Wilhelm-Raabe của Thành phố Braunschweig
- 1955: Giải Tác phẩm Trọn bộ do Quỹ Tài trợ Schiller tại Thụy Sĩ
- 1955: Giải thưởng Schleußner-Schueller dủa Đài Phát thanh Tiểu bang Hessen (Đức)
- 1958: Giải Georg Büchner
- 1958: Giải thưởng Văn chương Thành phố Zürich
- 1962: Tiến sĩ Danh dự của Đại học Philipps tại Marburg
- 1962: Giải Lớn Nghệ thuật Thành phố Düsseldorf
- 1965: Giải Jerusalem
- 1965: Giải tưởng niệm Schiller của bang Baden-Württemberg
- 1973: Giải Lớn Schiller
- 1976: Giải Hòa bình của ngành kinh doanh sách Đức
- 1979: Tấn phong của Hội đồng văn chương tỉnh Zürich (từ chối)
- 1980: Tiến sĩ danh dự của Bard College (Thành phố New York)
- 1982: Tiến sĩ danh dự của Đại học Thành phố New York
- 1984: Tiến sĩ danh dự của Đại học Birmingham
- 1984: Huân chương Huân công Nghệ thuật và Văn chương (nước Pháp)
- 1985: Giải thưởng Commonwealth (Chicago)
- 1986: Giải văn học quốc tế Neustadt của Đại học Oklahoma
- 1987: Tiến sĩ danh dự của Đại học Kỹ thuật Berlin
- 1989: Giải thưởng Heinrich-Heine của Thành phố Düsseldorf

Để tưởng niệm Max Frisch, bắt đầu từ 1998 Thành phố Zürich treo giải thưởng văn chương Giải thưởng Max-Frisch.

## Sự nghiệp văn chương (tuyển chọn)
Thư quán Max-Frisch-Archiv tại ETH Zürich giới thiệu 1.810 tập đầy đủ trọn bộ tác phẩm của Max Frisch trên mạng Internet cho công chúng truy cập. Trong đó có luôn những phụ bản cùng hình ảnh và những bài nghị luận.

### Nguyên tác đã được ấn hành

#### Văn xuôi
- Jürg Reinhart. Eine sommerliche Schicksalsfahrt. Tiểu thuyết, Deutsche Verlags-Anstalt, Stuttgart 1934
- Antwort aus der Stille. Erzählung, Deutsche Verlags-Anstalt, Stuttgart 1937
- Blätter aus dem Brotsack. Geschrieben im Grenzdienst 1939, Atlantis, Zürich 1940
- J’adore ce qui me brûle oder Die Schwierigen. Tiểu thuyết, Atlantis, Zürich 1943
- Bin oder die Reise nach Peking, Atlantis, Zürich 1945
- Tagebuch mit Marion, Atlantis, Zürich 1947
- Tagebuch 1946–1949, Suhrkamp, Frankfurt am Main 1950
- Stiller. Roman, Suhrkamp, Frankfurt am Main 1954
- Achtung: die Schweiz (Ein Pamphlet, Gespräch mit Lucius Burckhardt und Markus Kutter), Handschin, Basel 1955
- Homo faber. Ein Bericht, Suhrkamp, Frankfurt am Main 1957
- Mein Name sei Gantenbein. Roman, Suhrkamp, Frankfurt am Main 1964
- Öffentlichkeit als Partner (Diễn văn và tản văn), Suhrkamp (edition suhrkamp 209), Frankfurt am Main 1967
- Erinnerungen an Brecht, Friedenauer Presse, Berlin 1968
- Wilhelm Tell für die Schule. Suhrkamp, Frankfurt am Main 1971
- Tagebuch 1966–1971, Suhrkamp, Frankfurt am Main 1972
- Dienstbüchlein, Suhrkamp (als Taschenbuch!, st 205), Frankfurt am Main 1974
- Montauk. Eine Erzählung, Suhrkamp, Frankfurt am Main 1975
- Wir hoffen. Rede zum Friedenspreis des Deutschen Buchhandels 1976, Suhrkamp, Frankfurt am Main 1976
- Der Mensch erscheint im Holozän. Eine Erzählung, Suhrkamp, Frankfurt am Main 1979
- Blaubart. Eine Erzählung, Suhrkamp, Frankfurt am Main 1982
- Forderungen des Tages. Portraits, Skizzen, Reden 1943–1982, Suhrkamp, Frankfurt am Main 1983
- Schweiz ohne Armee? Ein Palaver, Limmat, Zürich 1989
- Schweiz als Heimat? Versuche über 50 Jahre. Suhrkamp (Weißes Programm Schweiz), Frankfurt am Main 1990

#### Kịch bản
- Santa Cruz. Eine Romanze, Schwabe, Basel 1947 (viết năm 1944)
- Nun singen sie wieder. Versuch eines Requiems, Schwabe, Basel 1946
- Die Chinesische Mauer. Eine Farce, Schwabe, Basel 1947
- Als der Krieg zu Ende war. Schauspiel, Schwabe, Basel 1949
- Graf Öderland. Ein Spiel in zehn Bildern, Suhrkamp, Frankfurt am Main 1951
- Don Juan oder Die Liebe zur Geometrie. Eine Komödie in fünf Akten, Suhrkamp, Frankfurt am Main 1953
- Rip van Winkle. Đối thoại (1953), Reclam, Stuttgart 1969
- Herr Biedermann und die Brandstifter. Hans Bredow-Institut, Hamburg 1955
- Die große Wut des Philipp Hotz. Ein Sketch
- Andorra, Suhrkamp, Frankfurt am Main 1961
- Zürich – Transit. Skizze eines Films, Frankfurt am Main 1967
- Biografie: Ein Spiel, Suhrkamp, Frankfurt am Main 1967
- Triptychon. Drei szenische Bilder, Suhrkamp, Frankfurt am Main 1978